# Borowa (Łódź-est)
Pour les articles homonymes, voir Borowa.
Borowa (prononciation [bɔˈrɔva]) est un village de la gmina de Koluszki, du powiat de Łódź-est, dans la voïvodie de Łódź, situé dans le centre de la Pologne.
Il se situe à environ 8 kilomètres au sud-ouest de Koluszki (siège de la gmina) et 21 kilomètres au sud-est de Łódź (siège du powiat et capitale de la voïvodie).
Sa population s'élevait à 639 habitants en 2011.

## Histoire
Durant la Seconde Guerre mondiale, à la suite de l'annexion de la Pologne par l'Allemagne nazi, le village a pris le nom de Wilhelmswalde de 1943 à 1945.

## Administration
De 1975 à 1998, le village était attaché administrativement à l'ancienne voïvodie de Piotrków.

Depuis 1999, il fait partie de la nouvelle voïvodie de Łódź.